# Martin Legner
Martin Legner (* 17. Dezember 1961 in Tirol) ist ein österreichischer Rollstuhltennisspieler. 2004 erreichte er mit Rang drei seine bisher beste Platzierung in der Weltrangliste.

## Leben
1988 wurde Legner auf Grund eines Paragleit-Unfalls querschnittgelähmt. Nach der Rehabilitation im Jahre 1989 begann er Rollstuhltennis zu spielen. Er ist Rechtshänder und bevorzugt den Sandplatz.
Er nahm an bislang sechs Paralympischen Spielen teil. 1992 erreichte er das Viertelfinale, in dem er Randy Snow unterlag. 1996 zog er im Einzel ins Achtelfinale sowie im Doppel ins Viertelfinale ein. Bei den Spielen 2000 erreichte er im Doppel erneut das Viertelfinale, während er im Einzel beim Spiel um Bronze Kai Schrameyer unterlag. 2004 kam er im Einzel nicht über das Viertelfinale hinaus, 2008 scheiterte er bereits im Achtelfinale. 2012 schied er in der zweiten Runde aus.
Beim Wheelchair Tennis Masters gewann er 2001, 2003 und 2004 die Doppelkonkurrenz. Im Einzel erreichte er bereits 1999 das Endspiel, das er gegen Robin Ammerlaan verlor.
Martin Legner ist verheiratet und hat drei Kinder.